# Richard Martin Stern
Richard Martin Stern (Fresno, 17 marzo 1915 – Santa Fe, 31 ottobre 2001) è stato uno scrittore e romanziere statunitense.
Stern ha iniziato la sua carriera di scrittore nel 1950 con il racconto di investigatori privati che indagavano su un caso particolare, con il quale vinse un Edgar Award nel 1959.
Egli è diventato molto famoso con il romanzo La torre (1973), in cui Stern si ispira alla costruzione del World Trade Center a New York. La Warner Bros. ha acquistato i diritti d'autore del libro, trasformandolo nel film L'inferno di cristallo, diretto da John Guillermin. 
Stern ha scritto molti romanzi. Questi riguardavano spesso misteri o catastrofi naturali. Morì nel 2001 dopo una lunga malattia.

## Opere

### Thriller
- Omicidio nella parete (1971)
- Non avete bisogno di un nemico (1972)
- Morte sotto la neve (1973)
- Omicidi intricati (1989)
- L'uomo disperso (1990)
- Interloper (1990)

### Altri romanzi
- Lo spavento della strada luminosa (1958)
- Suspense: quattro brevi romanzi (1959)
- Alla ricerca di Tabitha Carr (1960)
- Questo fatto improbabile (1961)
- Alto rischio (1962)
- Havoc piange (1963)
- Di fronte alla destra (1964)
- Io nascondo, noi cerchiamo (1965)
- La Kessler Legacy (1967)
- Vado allegro all'incontro (1969)
- La covata delle aquile (1969)
- Un manoscritto per l'omicidio (1970)
- Stanfield Harvest (1972)
- La torre (1973)
- La forza (1974)
- Prigionieri della tormenta (1977)
- Diluvio (1980)
- Il grande ponte (1982)
- Fuoco selvatico (1985)
- Tsunami: l'onda assassina (1988)